# Giao tử

Hình 1: Sơ đồ cấu tạo trứng người với vòng phóng xạ (corona radiata) bên ngoài và bộ nhiễm sắc thể đơn bội bên trong.

Giao tử là tế bào có thể trực tiếp tham gia thụ tinh để tạo thành hợp tử ở sinh vật đa bào., , 
Nội hàm của khái niệm "giao tử" tương đương với nội hàm của thuật ngữ tiếng Anh: gamete (phát âm quốc tế: /ˈɡæmiːt/), tiếng Pháp: gamètte (/ˈɡαmεt/)  v.v đều xuất xứ từ tiếng Hy Lạp cổ: γαμετή (ga-met) nghĩa đen là kết hôn. Vậy, giao tử là loại tế bào sinh sản chuyên biệt có thể "kết hôn" với một tế bào khác cùng loài, nhưng khác giới tính để tạo nên hợp tử, từ đó phát sinh cơ thể mới ở sinh vật đa bào hữu tính.

## Nội dung khái niệm

### Nội dung chính
- Giao tử là tế bào chuyên biệt để các sinh vật thực hiện thụ tinh, nhờ đó chúng mới duy trì được nòi giống.
- Giao tử gồm hai loại khác nhau về giới tính là giao tử đực (kí hiệu ♂) và giao tử cái (kí hiệu♀). Chỉ các loại giao tử cùng loài nhưng khác giới mới có thể kết hợp với nhau trong thụ tinh để tạo thành hợp tử.

### Minh họa khái niệm
- Ở người, giao tử của nữ giới là trứng (hình 1), còn giao tử của nam giới là tinh trùng (hình 2). Người ta nói: tinh trùng (ở nam) và trứng (ở nữ) là giao tử; chứ không nói: giao tử chính là tinh trùng (ở nam) và trứng (ở nữ). Tinh trùng người dài khoảng 50 µm, nghĩa là 20 "con" tinh trùng nối với nhau mới dài 1 mm trên thước kẻ của bạn; trong khi trứng người có thể nhìn thấy bằng mắt thường, to hơn tinh trùng khoảng 6000 lần.[6]  Một số loài côn trùng có trứng lớn tới 1mm.[7]
- Ở các cây thuộc ngành Hạt kín, các bộ phận mà nhiều học sinh đã biết như hạt phấn hoa do bao phấn ở nhị đã chín sinh ra, cũng như lá noãn ở trong bàu nhụy có thể nhìn thấy bằng mắt thường, nhưng không phải là giao tử.[8], [9] Hạt phấn và lá noãn đó mới chỉ là cấu trúc chứa những tế bào sinh dục bên trong, sẽ phát sinh ra giao tử đực (gọi là tinh tử) và giao tử cái (noãn). Giao tử chỉ được tạo ra qua quá trình hình thành giao tử (gametogenesis).

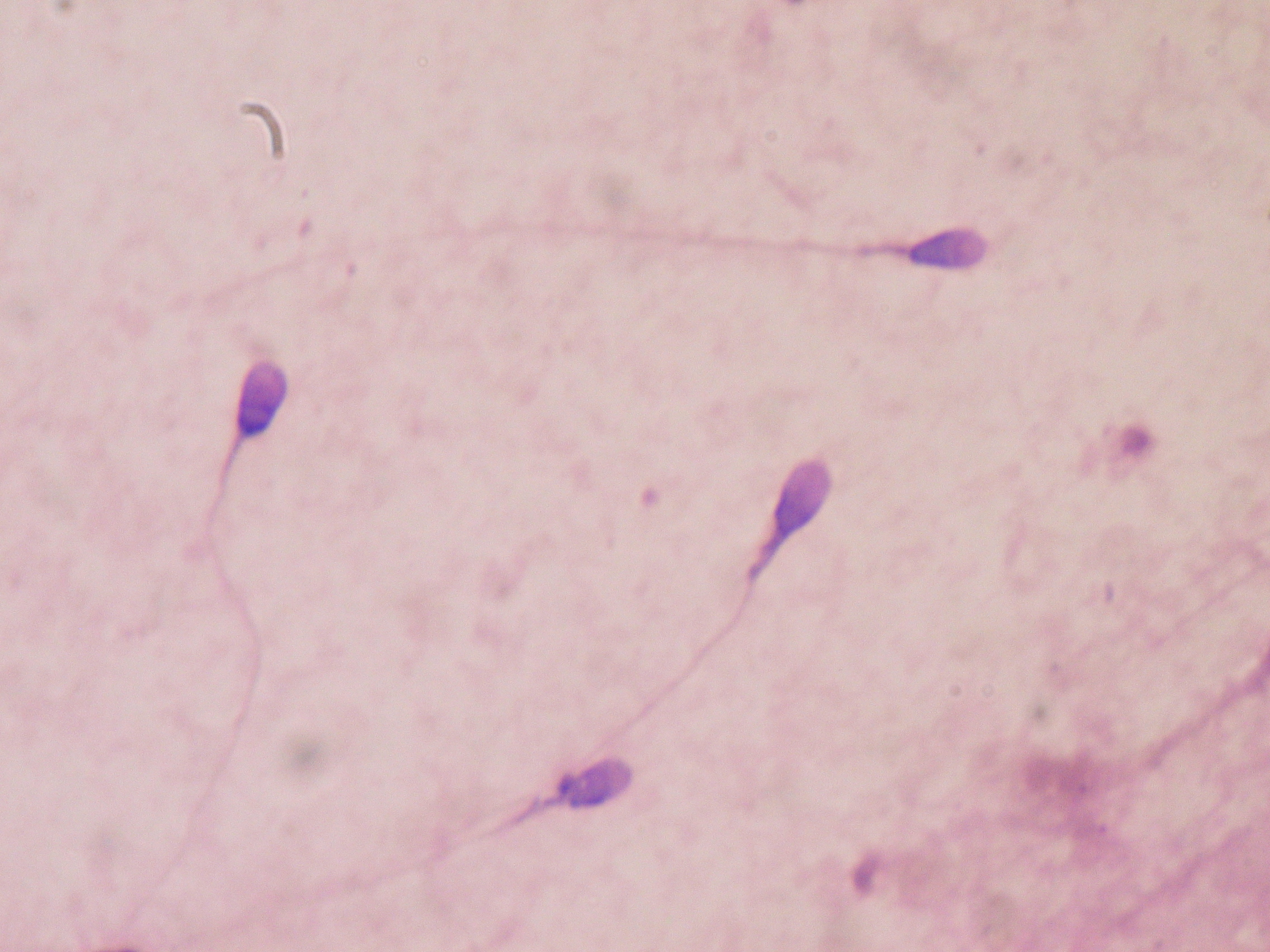
Hình 2: Tinh trùng người dưới kính hiển vi.
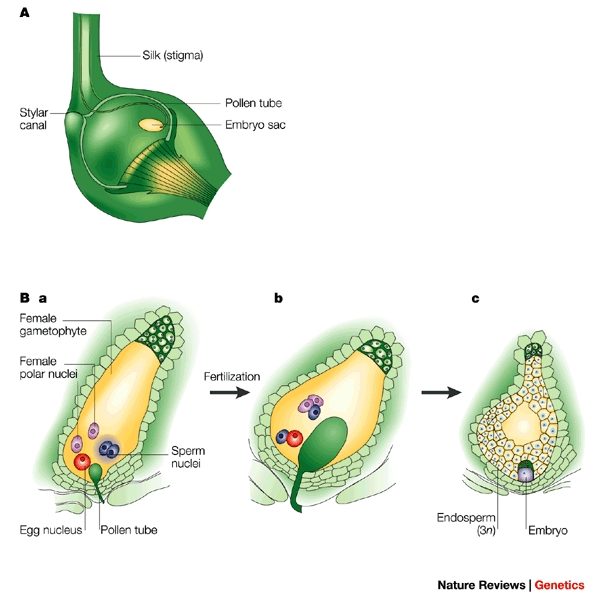
Hình 3: Thụ tinh kép. A=Bàu nhuỵ. B=Trong túi phôi: Ba = 2 nhân đực (màu xanh) từ ống phấn; Bb = Thụ tinh kép giữa 1 nhân đực (xanh) với noãn (đỏ) và 1 nhân đực còn lại với 2 nhân cực (tím); Bc = Kết quả tạo ra hợp tử (2n) và nội nhũ (3n).

## Đặc điểm của giao tử
1. Giao tử có bộ nhiễm sắc thể đơn bội (n), không gồm các cặp tương đồng, trong đó mỗi nhiễm sắc thể chỉ có 1 nguồn gốc (nhận từ bố  thì không nhận được từ mẹ và ngược lại).
2. Khi 2 giao tử đơn bội kết hợp với nhau trong thụ tinh, tạo ra hợp tử có bộ nhiễm sắc thể lưỡng bội (2n), có thể minh hoạ dưới dạng sơ đồ là: ♂n + ♀n = 2n (hợp tử).
3. Giao tử là tế bào duy nhất có khả năng thụ tinh, từ đó tạo ra cơ thể con, nhưng mỗi giao tử riêng biệt không thể tạo ra cơ thể con.
4. Giao tử là kết quả của quá trình phát sinh giao tử, trong đó bắt buộc phải trải qua giảm phân.
5. Giao tử không thể tiến hành phân bào được nữa. Nếu đã được tạo thành, giao tử không được dùng trong thụ tinh có thể sẽ tồn tại khá lâu, nhưng rồi cũng bị huỷ ở trong cơ thể chứa chúng.
6. Trong hai loại: giao tử đực (♂) và giao tử cái (♀), thì ♀ có kích thước lớn hơn hẳn ♂, do dự trữ nhiều chất dinh dưỡng để cung cấp cho hợp tử (nếu sẽ có) phát triển trong giai đoạn đầu khi chưa có nguồn dinh dưỡng bên ngoài (do mẹ cấp hoặc lấy ở môi trường ngoài).
7. Nếu giao tử đực có thể tự di động (bơi) trong môi trường nước, người ta gọi là tinh trùng; nếu không tự "đi" được thì gọi là tinh tử. Do đó, giao tử đực của động vật là tinh trùng, còn giao tử đực của hầu hết thực vật là tinh tử. Tuy nhiên, cũng có nhiều loài thực vật có tinh trùng.[10]

## Mở rộng của khái niệm
Do các phát hiện mới của khoa học, nên khái niệm giao tử có ít nhiều mở rộng so với các "chuẩn" nói trên.
- Ở rất nhiều loài thực vật, giao tử không phải là tế bào hoàn chỉnh. Chẳng hạn ở cây Hạt kín: tinh tử (♂) gồm 2 nhân đực hình thành từ nhân sinh sản đơn bội (n) phát sinh trong hạt phấn khi ống phấn nảy mầm; còn noãn (♀) thì lại là tập hợp gồm 2 nhân cực và 1 trứng (tức noãn theo nghĩa chuẩn) nằm trong túi phôi thuộc lá noãn.[8] Do đó, xảy ra sự thụ tinh kép mà nhiều bạn đã biết (hình 3), là quá trình độc đáo của riêng các cây có hoa, do Sergei Nawaschin, Grignard (Nga) và Léon Guignard (Pháp) độc lập nhau cùng phát hiện.[11]

Kết quả là thụ tinh không theo sơ đồ chung: ♂n + ♀n = 2n, mà biến dạng thành: ♂(n + n) + ♀(n + n + n) = 2n (phôi) + 3n (nội nhũ).
- Trong trường hợp cơ thể bố/mẹ là thể tự đa bội (xem mục này ở trang thể đa bội), thì giao tử có khi lại là tế bào 2n hoặc 3n v.v. Như ở lúa mì hiện nay (Triticum aestivum) thực chất là loài lục bội (6n) với ba bộ NST, nếu kí hiệu chẳng hạn = AABBCC, thì giao tử của nó là ABC.[1], [12]
- Trong trường hợp cơ thể bố/mẹ là thể dị đa bội (xem mục này ở trang thể đa bội), thì giao tử lại chứa bộ nhiễm sắc thể đơn bội của 2 loài khác nhau. Ví dụ: khi lai cải củ (Raphanus) có 2n1 = 18B với cải bắp (Brassica) có 2n2 = 18R, thì thu được con lai có bộ nhiễm sắc thể là n1 + n2 = 9B + 9R. Đa bội hoá con lai đã thu được thể song lưỡng bội có bộ nhiễm sắc thể = 18B + 18R, thì giao tử của thể song lưỡng bội lại là 9B + 9R (xem thêm công trình của Georgi Karpechenko).[13]

```
                                          * * *
```

Tóm lại, giao tử là một đơn vị cấu trúc sinh học hoàn chỉnh, có thể trực tiếp tham gia thụ tinh để tạo thành hợp tử. Cấu trúc này thường là một tế bào hoặc tập hợp các nhân sinh sản có bộ nhiễm sắc thể bằng 1/2 bộ nhiễm sắc thể của tế bào sinh dục tạo ra nó.